# Wyspa Bransfielda
Wyspa Bransfielda (ang. Bransfield Island) – wyspa położona około 5 km na południowy zachód od Wyspy d’Urville’a w pobliżu północnego wybrzeża Półwyspu Antarktycznego, w grupie wysp Joinville.

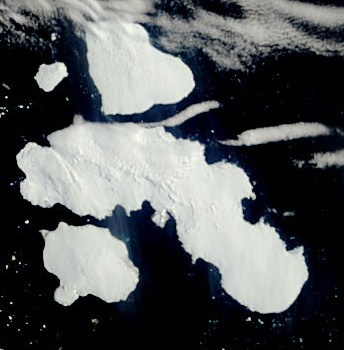
W lewym górnym rogu Wyspa Bransfielda, obok większa Wyspa d’Urville’a, w centrum Joinville, u dołu Dundee

W roku 1842 brytyjska ekspedycja pod dowództwem Jamesa Clarka Rossa nadała nazwę Bransfield Point punktowi położonemu najdalej na południowy zachód w tym archipelagu, na cześć Edwarda Bransfielda, oficera Royal Navy. Badania przeprowadzone w 1947 przez brytyjską ekspedycję kartującą terytoria położone na południe od Falklandów ustaliły, że punkt ten leży na osobnej wyspie. Jest to jedna z kilkunastu antarktycznych wysp położonych wokół Ziemi Grahama na Półwyspie Antarktycznym, leżącym najbliżej Ameryki Południowej.